# دنیل آرنامنارت
دنیل آرنامنارت (به انگلیسی: Daniel Arnamnart) (زادهٔ ۱۴ سپتامبر ۱۹۸۹) شناگر اهل استرالیا است.